# Berkalov
Berkalov je priimek več oseb:
- Jevgenij Aleksandrovič Berkalov, sovjetski general
- Aleksej Berkalov, ruski vaterpolist